# Damian Skoczyk
Damian Skoczyk (ur. 15 grudnia 1995 w Białogardzie) – polski piosenkarz.

## Życiorys
W 2020 ukończył studia na Akademii Muzycznej im. Grażyny i Kiejstuta Bacewiczów w Łodzi, z tytułem magistra sztuki na wydziale Jazzu i Muzyki Estradowej (kierunek: Wokalistyka estradowa, w klasie prof. dr hab. Renaty Danel). Absolwent Zespołu Państwowych Szkół Muzycznych II stopnia w Koszalinie.
W 2005 zajął pierwsze miejsce w Ogólnopolskim Konkursie Piosenki w Szczecinie oraz II miejsce na Festiwalu Młodych Gwiazd w Ustroniu. W 2008 został zdobył główną nagrodę na Festiwalu Piosenki „Majowa Nutka” w Częstochowie oraz, reprezentując Polskę, zajął drugie miejsce na Międzynarodowym Festiwalu Piosenki „Star To Born” w Budapeszcie. W 2010 został półfinalistą trzeciej edycji programu Mam talent!. 31 lipca 2012 nakładem wytwórni płytowej Universal Music Polska wydał swój debiutancki album pt. Nie sam, promowany przez singiel „Zawsze ty”. Nagrał także utwór „Ty (Zasięgu brak)” w duecie z Kamilą Krzempek na jej debiutancki album pt. Kamila (2013).
W późniejszych latach zajął się realizacją nagrań innych wykonawców, pracował m.in. przy piosence Dody „Melodia ta” (2022).
Wśród inspirujących go wykonawców wymienia Ushera, Bruno Marsa, Justina Timberlake’a czy Michaela Jacksona.

## Dyskografia
| Rok  | Tytuł                                                               | Pozycja na liście |
| Rok  | Tytuł                                                               | POL               |
| ---- | ------------------------------------------------------------------- | ----------------- |
| 2012 | Nie sam - Wydany: 31 lipca 2012 - Wytwórnia: Universal Music Polska | 42                |

| Rok  | Tytuł         | Pozycja na liście | Album   |
| Rok  | Tytuł         | VIVA              | Album   |
| ---- | ------------- | ----------------- | ------- |
| 2012 | „Zawsze Ty”   | 2                 | Nie sam |
| 2013 | „Przyjaciel”  | —                 | Nie sam |
| 2013 | „Miłego dnia” | —                 | —       |

## Filmografia

### Dubbing
- 2010–2018: Pora na przygodę! (czołówka w odc. 122-125, 140)
- 2016: Elena z Avaloru
- 2016: Prawo Milo Murphy’ego (czołówka i tyłówka, odc. 4b, 6a, 9b, 15b, 20a)